# 密傳基督教

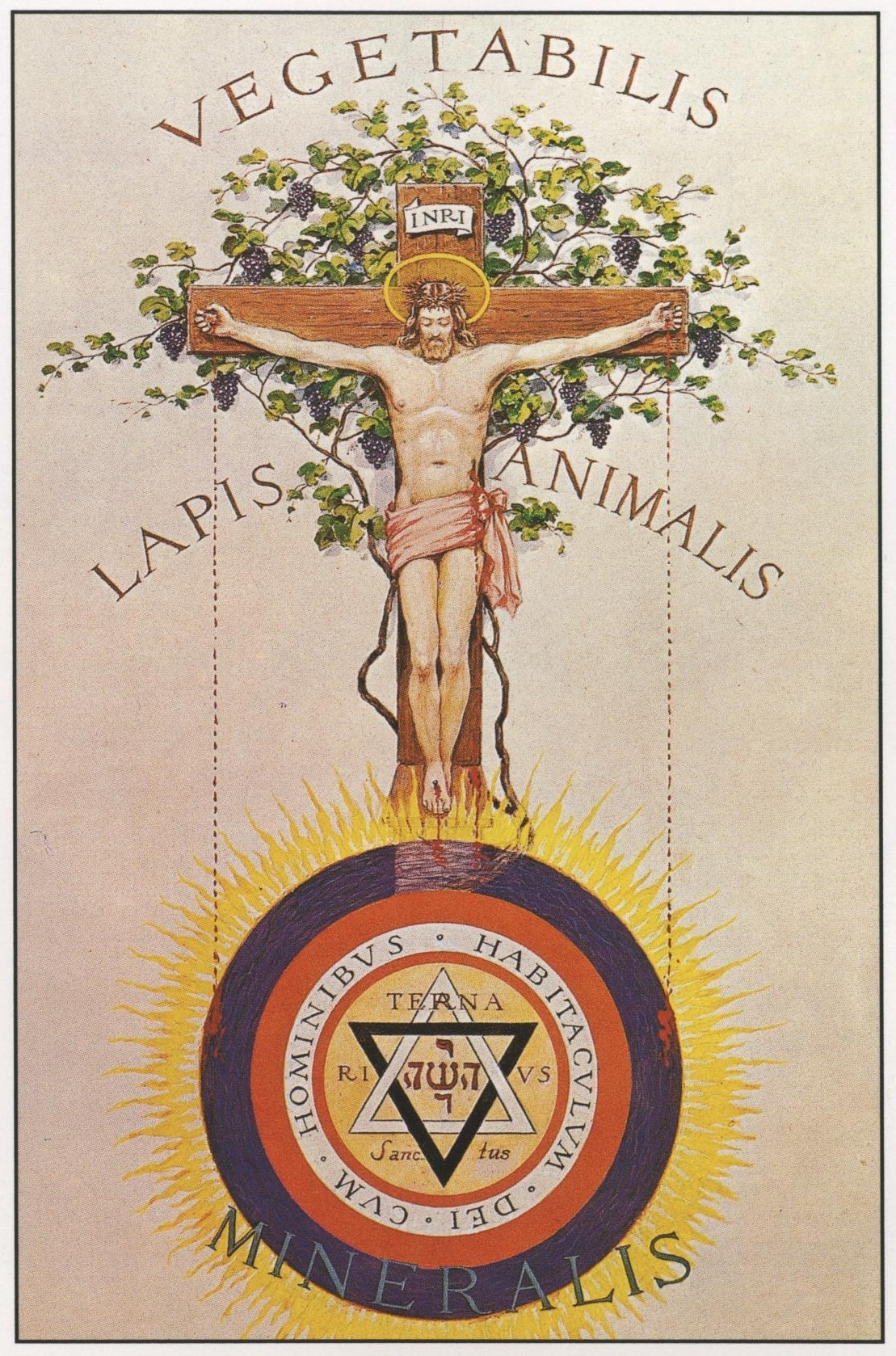
玫瑰十字受難像（Rosicrucian Crucifixion），約翰·奧古斯圖·克納普（John Augustus Knapp）為曼利·P·霍爾所著《歷代祕教》繪製的插圖。下方六芒星中心寫有五字神名，是西洋密意學和神祕學中經常出現的符號。

密傳基督教，亦名密意基督教（英語：Esoteric Christianity），自文藝復興時期起同《赫密士文集》相結合，所以又稱赫密士基督教（Hermetic Christianity），是一種將基督教視為祕密宗教的靈性流派的統稱，追隨者相信並實踐特定的密傳教條和教義，這些教義只有少數人掌握，一般不為主流基督徒所熟知，甚至是被主流基督教所排斥的教導。
這些流派有一些共通點，比如包含非正統或被視為異端的基督教神學觀點。他們不只閱讀正典福音書，也會從偽典和次經中尋求教導。再如「祕傳教規」，一種被認為源於十二使徒的口述傳統，其中包含了來自耶穌基督本人的密傳教導。

## 密契主義

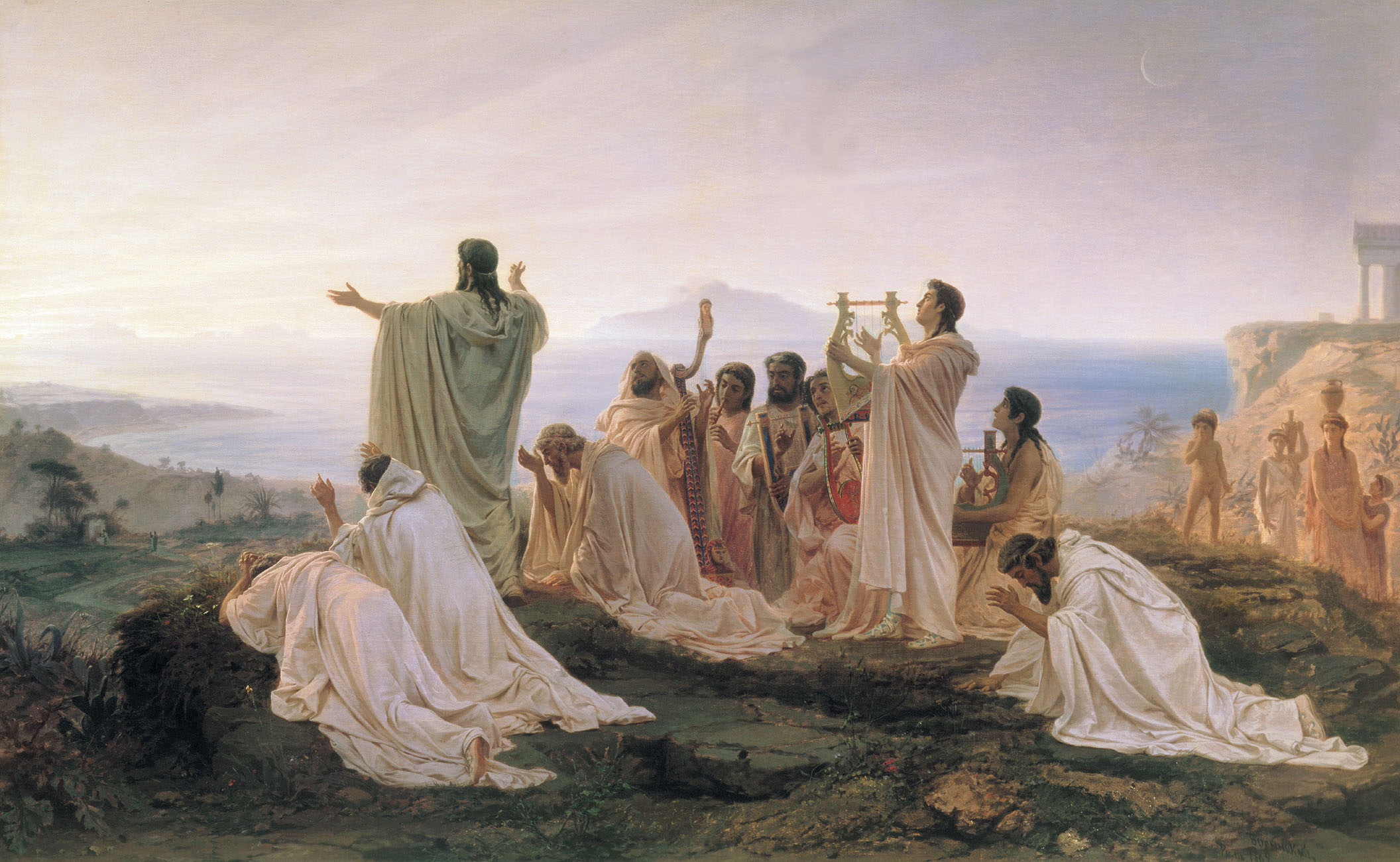
古希臘密契主義對早期基督教神學家影響深遠。

「密契主義」，或「神祕主義」（mysticism）一詞源自希臘文，意為「隱密」或「密藏」。由它派生出的（mystikós）意為「經祕儀入教者」（an initiate）。在希臘化世界，指稱的就是祕密的宗教儀式，該詞不包含宗教或靈性的超升之意。一名mystikós就是一名密契宗教的入教者。
神學家對的定義是「無法以理智來解釋的超自然力量的眞理」。因此，狹義上講，就是指讓受造物的智力獲得靈性超升的眞理。

## 溯源
現代學者認為早期正統基督教自巴勒斯坦地區和希臘化猶太教中繼承了一些重要的口傳教導。至公元4世紀，據信一套名為「祕傳教規」的祕密口述傳統形成。但主流派神學家認為，這種傳統只不過包含一些宗教儀式的細節，以及一些已經存在於主流基督教中的特定傳承。對密傳基督教影響深遠的早期神學家有亞歷山卓的克萊芒和俄利根。
諾斯底派的基督徒，比如華倫廷派和巴西里得派，大多信仰輪迴轉世，而早期正統派基督徒則完全反對這種信仰。雖然俄利根在其著作《原道論》中表述了一種靈魂於諸世穿梭的複雜教導，但他在自己的其他著作如《駁塞爾蘇》中明確反對轉世說。
即便如此，現代諸多密傳基督教運動仍然以俄利根的著作，同時結合其他早期教父的作品和《聖經》章節，來證明類似觀點和學說存在於非諾斯底派的主流教會中。歷史學家楊·璽柏思認為耶穌基督後期聖徒教會就含有密契元素。

## 關聯條目

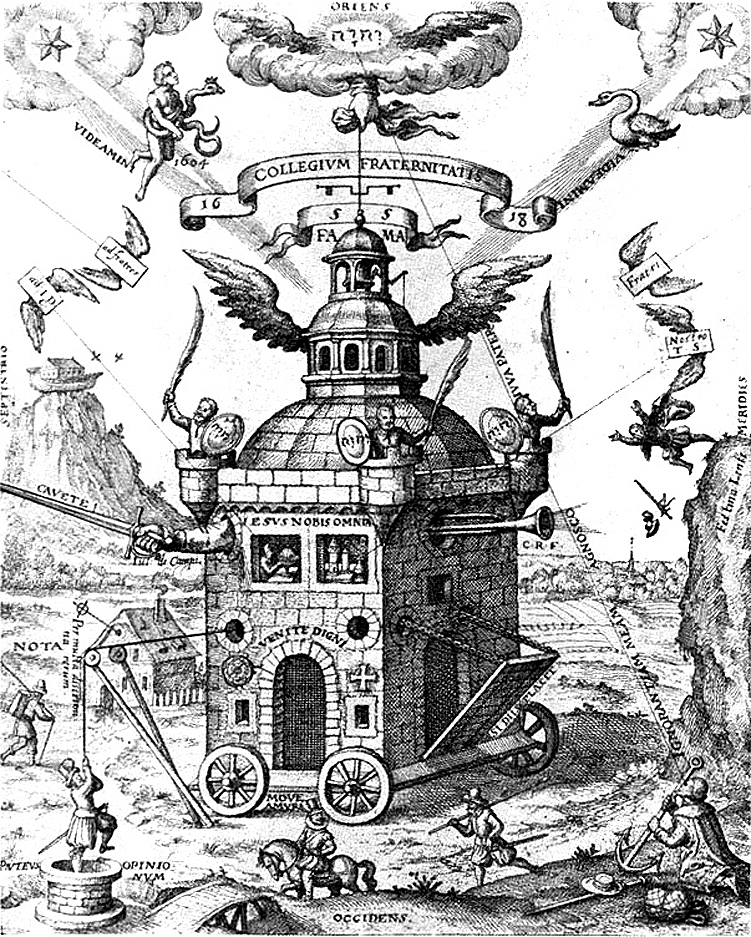
玫瑰十字聖殿，雲端可見象徵耶和華的四字神名。聖殿正面兩扇窗上寫有拉丁文「IESVS NOBIS OMNIA」，意為「耶穌為吾等衆生」。

- 默觀
- 祕經
- 次經
- 聖智（英语：Holy Wisdom）
- 人智學
- 神祕學
- 天使學
- 靈恩派
- 摩尼教
- 密特拉教
- 卡特里派
- 五字神名
- 馬丁主義
- 靜默主義
- 星座年代
- 榮福直觀
- 神聖祕義（英语：Sacred mysteries）
- 玫瑰十字會
- 諾斯底主義
- 早期基督教
- 新柏拉圖主義
- 赫密士卡巴拉
- 基督教卡巴拉
- 基督教神智學（英语：Christian theosophy）
- 基督教神祕主義
- 神聖攀登的天梯
- 七十二字母神名
- 塔羅冥想：基督信仰內在隱修之旅

## 外部連結
- Esoteric/Mystic/Experiential Christianity（页面存档备份，存于） （英文）
- The Cornerstone of Esoteric Christianity （英文）
- The Focus of Esoteric Futures（页面存档备份，存于） （英文）
- The Esoteric Christianity E-Magazine （英文）
- Jacob Boehme Online（页面存档备份，存于） （英文）